# Velika Odaliska
Velika Odaliska (fra. Grande Odalisque) je ulje na platnu francuskog slikara Jeana Augustea Dominiquea Ingresa i predstavnika neoklasicizma koji se ovim djelom približio romantizmu. Djelo je nastalo 1814. i predstavlja odalisku, orijentalnu konkubinu. 
Ona leži gola na krevetu u pozi koja priziva renesansne Venere, ali i izravno utemljenoj na slici Ingresova učitelja, Jacques-Louis Davida, Portret Madame Récamier iz 1800. Prikazani su samo leđa i dio jedne dojke, ali ako se pažljivo pogleda njeno lice, čini se kako je odsutna. Ingres stvara skrivenu erotiku naglašavanjem raskošnog egzotičnog konteksta. Lepeza u obliku pauna, turban, veliki biseri, nargile, kao i naslov slike; sve se odnosi na francusku koncepciju orijenta. Ingresova jedinstvena kombinacija boja i osvjetljenja stvara neobičnu, egzotičnu atmosferu protkanu senzualnošću. Iako Velika Odaliska može predstavljati nježnu žensku ljepotu, njen pogled istovremeno dosta skriva, ili jednostavno ne odaje nikakve osjećaje. Pored toga, udaljenost između njenog pogleda i njene karlice može biti fizičko predstavljanje dubine misli i kompleksnih ženskih emocija.
Tadašnja kritika ju je osudila zbog izduženih proporcija i izostanka anatomskog realizma